# Louis-Antoine Gaultier
Pour les articles homonymes, voir Gaultier.
Louis-Antoine Gaultier (1898-1970) est un général de l'armée française.

## Carrière

### Première Guerre mondiale
Il prépare le concours d'entrée de l'École spéciale militaire de Saint-Cyr quand il est mobilisé en 1917. Affecté au 4e régiment de zouaves, il devient successivement caporal puis sergent et aspirant à la fin de la guerre.
Nommé sous-lieutenant le 1er février 1919 au 1er Régiment étranger, il restera à la Légion quasiment toute sa carrière.

### Entre-deux-guerres
Il sert alors en Algérie, puis au Maroc au 4e Régiment Etranger d'Infanterie.
Capitaine le 25 mars 1932, il quitte le Maroc et la Légion en mai 1939 pour une affectation au 91e Régiment d'Infanterie.

### Seconde Guerre mondiale
Dès février 1940, il retrouve la Légion en recevant le commandement d'un bataillon du 11e régiment étranger d'infanterie pendant les combats de mai et juin 1940.
Promu au grade de chef de bataillon le 11 juin 1940, il s'évade après la reddition de son corps d'armée et parvient à rejoindre la zone libre.
Il rejoint le 2e régiment étranger au début 1941 au Maroc. En 1943, muté au 3e régiment étranger, il rejoint, avec son unité, le Régiment de marche de la Légion étrangère. Chef d'état-major du régiment, il est promu au grade de lieutenant-colonel le 25 décembre 1943. À la mort du chef de corps, il reçoit le commandement provisoire du régiment, de décembre 1944 à mars 1945 avant de le passer au colonel Olié.
Le 25 juin 1945, il est promu au grade de colonel au 21e Régiment d'Infanterie.

### Après-guerre
En décembre 1945, il prend le commandement du Dépôt commun des régiments étrangers (DCRE) à Sidi-bel-Abbès. C'est sous son commandement et sous son impulsion que sera créé Képi blanc, le mensuel de la Légion étrangère.
Il quitte définitivement la Légion le 2 juin 1950, à la fin de son temps de commandement.
Il est alors nommé adjoint au général commandant la subdivision de Montpellier, avant de prendre sa retraite comme général, le 1er juillet 1955.

### Retraite
Le 17 septembre 1966, il est élu président de la Fédération des sociétés d'anciens de la Légion étrangère (FSALE).
En décembre 1969, il quitte la présidence de l'association et décède en mars de l'année suivante à Toulon.

## Distinctions
|  |  |  |
|  |  |  |

- Commandeur de la Légion d'honneur
- Croix de guerre 1914-1918
- Croix de guerre 1939-1945
- Croix de guerre des TOE
- commandeur de l'ordre du Ouissam alaouite
- commandeur de l'ordre du Nichan Iftikhar

Il totalisait onze citations.
Il a écrit notamment :
- C'est la Légion, Impression française, Marseille, 1972 (avec le colonel Jacquot)
- Acte de foi dans la Légion étrangère

## Sources
- Division Histoire et patrimoine de la Légion étrangère
- Magazine Képi blanc